# Caserta (stacja kolejowa)
Caserta (wł: Stazione di Caserta) – stacja kolejowa w Casercie, w regionie Kampania, we Włoszech. Znajdują się tu 3 perony.
Stacja została otwarta 20 grudnia 1843. Została ona zbudowana naprzeciwko Pałacu Królewskiego, aby umożliwić łatwiejsze dotarcie do niego. Od samego początku odgrywała kluczową rolę zarówno w transporcie lokalnym i krajowym, zarówno dla ruchu pasażerskiego i towarowego.
Stacja jest częścią projektu Centostazioni.
Rocznie z usług stacji korzysta 5,4 mln pasażerów.